# Batalla en el cielo
Batalha no Céu (em castelhano:  Batalla en el cielo), é um filme mexicano escrito e dirigido por Carlos Reygadas, em 2005. Aclamado durante o Festival de Cannes de 2005, chegou a ser considerado como forte candidato a receber a Palma de Ouro como melhor filme.
O elenco do filme está integrado por atores não profissionais, por exemplo Marcos, que na vida real se chama Marcos Hernández, é o motorista do pai do cineasta.

## Sinopse
O filme começa com um  ato de sexo oral entre os dois personagens principais: Marcos e Ana. Marcos, apresenta-se desprovido de ânimo pela vida, de alegria. No final do ato Ana lagrimeja, sentido disso que será somente entendido ao final do filme. 
Depois, Marcos encontra-se no metrô, lotado, e é empurrado e agredido moral e fisicamente pelos passageiros, acabando por ter seus óculos quebrados. Este facto demostra a falta de compaixão das pessoas pelo próximo 
Marcos, motorista particular do general, vai até o aeroporto buscar a filha deste, a Ana. Ao longo do transito até a casa dos amigos de Ana, Marcos apresenta-se frio, depressivo e desprovido de percepção do fluxo urbano, acabando por não perceber o sinal aberto para a passagem e, como decorrência disso, depreciado por outro motorista no mesmo transito.
Ela pergunta o que está lhe acontecendo e ele responde que está assim por causa da suposto problema de saúde da esposa. Ana convida ele para fazer sexo com umas de suas amigas.
No quarto da casa dos amigos de Ana, Marcos não apresenta disposição e iniciativa para realizar um ato sexual com uma amiga de Ana, e esta fica irritada com o fato. A amiga sai do quarto e em seguida entra Ana. Neste momento Marcos revela à Ana que sequestrou junto com a esposa um bebê, e que este, por acidente, foi à óbito. Ana alega não está confortável com o conhecimento desta informação.
Na volta para a própria casa, Marcos presencia a tradicional peregrinação à basílica de Nossa Senhora de Guadalupe, onde os fiéis tem a oportunidade de fuga e expiação das culpas.
Já em casa, a esposa propõe a Marcos que faça algo com Ana, por saber de um segredo até então confiado somente aos dois e à máfia envolvida.
No decorrer dos dias, Marcos continua em relações sexuais com Ana.
Noutro dia, ele e sua esposa estão em uma propriedade rural, e revela a ela que quer entregar-se à polícia e confessar o ato criminoso. A esposa o agride em sua face desculpando-se em seguida, e o aconselha a esperar, pelo menos, mais um dia para encontrar uma solução para o problema no qual estão envolvidos. Ela também diz que o ama.
Perto do final do filme, Marcos vai até o apartamento do namorado de Ana conversar com ela. É mal recebido pelo namorado. O namorado vai para fora buscar um jornal e Marcos a diz que vai se entregar à polícia. Ela o diz que por maior que seja sua partida o amará. Na saída, ele esquece a jaqueta e pára por um tempo perto da porta do apartamento, estático e pensativo. Ele urina nas calças. Disso, volta ao apartamento. Ana abre a porta e ele pega uma faca e agride ela fatalmente, mantando-a. Ele a pega nos braços, demostrando carinho por ela.
No final, Marcos sai à rua em direção à basílica da Virgem de Guadalupe, para confessar seus pecados. A polícia o identifica indo ao templo e aciona seu pessoal para prendê-lo. No meio dos policiais está o Inspetor, uma pessoa importante em seu cargo, provavelmente, de policia, e também uma ligada à Marcos e à máfia criminosa que comandou o sequestro. Disso, a esposa de Marcos o encontra morto dentro da igreja e acaba por lacrimejar, remetendo ao começo do filme, à Ana.
O filme termina com um ato de sexo oral entre Ana e Marcos trocando palavras de amor, com este, pela primeira e única vez ao longo do filme, sorridente e feliz da vida e da situação a que está submetido no momento.

## Elenco
- Marcos Hernández (ator) - Marcos
- Anapola Mushkadiz - Ana
- Bertha Ruiz - Esposa de Marcos
- David Bornstein (ator) - Jaime
- Rosalinda Ramirez - Viky
- El Abuelo - Chefe de polícia
- Alejandro Mayar - Inspetor de Polícia

## Polêmica e censura
A liberdade do filme gerou muita expectativa, tanto por comentários recebidos por parte da crítica europeia, como pelo seu forte conteúdo sexual. Na sequência inicial e final do filme aparece atos de sexo oral, cena que foi censurada em sua exibição comercial no México, ação que o mesmo Carlos Reygadas aceitou, pois foi solicitada pelos membros do elenco do filme.

## Prêmios
- 2005: Festival de Cinema de Lima, melhor fotografia e melhor filme.
- 2006: Festival do Rio
- 2006: Federação Internacional de Críticos de Cinema
- 2006: Prêmio da crítica
- 2006: Festivalíssimo, melhor filme
- 2006: San Rafael, melhor filme
- Academia de Cinema Europeu: denominado o melhor filme europeu